# Революція айстр
Революція айстр, або хризантемна революція (угор. Őszirózsás forradalom) — демократична революція в Угорщині, яка відбувалась з 31 жовтня до 16 листопада 1918 року. Її лідером був граф Міхай Карої, який за підтримки соціал-демократів став головою уряду, а після проголосив незалежність та перетворення на демократичну республіку.

## Передумови та причини революції
Угорщина, як і інші національні райони Австро-Угорщини, не дивлячись на всі привілегії, пов'язані з Австро-угорським компромісом, переносила всі тяготи Першої світової війни. Скориставшись воєнним станом, Відень посилив репресії проти місцевих національних організацій, які були закриті. Сотні тисяч угорців були мобілізовані в армію Австро-Угорщини, гарнізони були посилені, а воєнні підприємства були мілітаризовані. Будапештський сейм, за відсутності сил для зміни ситуації, намагався саботувати підприємства. Спершу подібні дії не давали ніякої практичної користі, але з ростом невдоволення війною парламент та національна інтелігенція стали центром опозиції до Відня. Поступовий перелом ситуації на користь Антанти, а також приближення фронту до кордону держави разом із крахом флоту та системи постачання провіанту стали каталізатором до дій місцевої еліти.
17 жовтня 1918 року, на наступний день після публікації імператором Карлом маніфесту про перетворення Австро-Угорщини на федерацію, згідно з яким у кожному національному районі мала бути створена національна рада, парламент Угорщини розірвав унію з Австрією. Але законодавчий форум у Будапешті не пішов далі, не оголосивши ні незалежності, ні зречення Габсбургів. Не дивлячись на це, Карла, монархію та імперію не врятували ні указ, ні коронація в столиці Угорщини 21 листопада 1916 року.
Прикладу угорців послідували чехи, оголосивши незалежність 28 жовтня, та південні слов'яни днем пізніше. Падіння Австро-Угорської монархії разом із катастрофою на фронті, а також необхідність збереження територіальної цілісності Угорщини від вторгнення Антанти, змусило імператора назначити 27 жовтня регентом ерцгерцога Йозефа Августа, який через три дні відправив у відставку ліберальний уряд Векерле та назначив прем'єр-міністром Яноша Гадіка з метою наведення порядку в Угорщині та створення умов для реалізації маніфесту від 16 жовтня 1918 року в життя. Але фактично це була остання спроба імператора зберегти контроль над Транслейтанією, яка провалилась.

## Повстання в Будапешті та реакція транслейтанських провінцій
30 жовтня 1918 Міхай Карої виступив у парламенті з надзвичайно емоційною промовою, у якій закликав закріпити завоювання на фронті війни угорського народу за свободу в умовах розпаду Австро-Угорщини. Соціал-демократична партія була відновлена, з її діяльності були зняті будь-які обмеження, і саме вона закликала до повстання робочих та селян наступного дня.
Зранку озброєні натовпи з квітами айстр на одязі стали йти до центру міста і, зокрема, до королівського палацу. Армія повсталих не зустріла жодного спротиву. До полудня ерцгерцог Йосиф Август втік із Будапешта, а Янош Хадіков склав із себе повноваження. Імператор, усвідомивши ситуацію, що склалася, призначив Карої прем'єром.
Населені переважно угорцями землі угорської корони прийняли новину з радістю, вважаючи революцію останнім боєм за незалежність, хоча парламент не скинув Габсбургів і не проголосив незалежність Угорщини від Австрії. Водночас 29 та 30 жовтня Загребське народне віче і Словацька національна рада («Мартинська декларація») оголосили про відділення від Угорщини, а в Трансильванії посилився рух за об'єднання з Румунією. В умовах тривалої війни та вироблених Антантою принципів по Австро-Угорщині, у ході війни, новий уряд не міг зупинити розвал держави.

## Проголошення республіки
Поки угорський уряд намагалося впоратися з хаосом в країні, абсолютно не готової до зими, у Падуї 3 листопада було підписано перемир'я. Австро-Угорщина програла світову війну. Принизливі умови миру посприяли тому, щоб 5 листопада парламент скинув з трону Карла IV, а 13 листопада сам Карл випустив прокламацію, у якій заявив про «самоусунення від управління внутрішніми справами Угорщини», підкреслюючи, що «не відрікається від трону і готовий повернутися знову для допомоги своєму народу в подоланні революційної смути».
Після цих подій Міхай Карої, який перебував на хвилі успіху, 16 листопада 1918 року розірвав перемир'я з Антантою, сподіваючись на новий, вигідніший сепаратний мир через свої зв'язки з французьким урядом, розпустив парламент і надзвичайним декретом оголосив «країні і народу про ліквідацію набридлої монархії і встановлення Народної республіки». Так Угорщина стала останньою землею колишньої імперії, яка остаточно порвала з Австрією і Габсбургами. Місце парламенту зайняла спішно сформована Національна рада, складена з членів верхівки Соціал-демократичної партії.
Новий законодавчий орган скликав на 11 січня 1919 року Національний З'їзд Рад з метою обрання першого глави незалежної Угорщини за останні 500 років і підриву впливу новоутвореної 4 листопада 1918 року Комуністичної партії Угорщини, яка тримала курс на пролетарську революцію і союз із Радянською Росією. Президентом був затверджений Міхай Карої, який головою держави призначив новий уряд на чолі з Денешом Берінкеї. Було встановлено 8-годинний робочий день, соціальне страхування робітників і тимчасова демаркація кордонів із новими сусідами. Революція айстр була завершена, однак все виявилося далеко не таким безхмарним. Уже в грудні 1918 року робітники стали проявляти невдоволення господарською політикою уряду, а також підписанням сепаратного перемир'я на менш вигідних умовах і втрати Трансільванії. Виникали конфлікти на кордонах. Революція не вирішила всіх проблем, пов'язаних із майбутнім Угорщини. Свою роль зіграла Комуністична партія Угорщини, яка вела активну агітацію серед робітників та солдатів.

## Результати та наслідки революції
Незалежна і республіканська Угорщина була визнана державами-переможницями з небажанням, так само як і сусідами: румунами, чехословаками і новою державою південних слов'ян. Незважаючи на повалення Габсбургів і розірвання унії, більше ніяких кроків у розвитку і зміцненні Угорської держави зроблено не було. Інститути демократії виявилися нездатними до відновлення економіки, національної гордості та збереження територіальної цілісності. У результаті будапештського перевороту навесні 1919 року на зміну правління Карої прийшов союз комуністів і лівих соціал-демократів, які проголосили 21 березня Угорську радянську республіку.
Народна республіка була відновлена 2 серпня 1919 і знищена 8 серпня регентом ерцгерцогом Йозефом Августом, який відновив владу і якого Антанта змусила через два тижні відмовитися від влади і повернути республіку, що була визнана законною владою в Угорщині лише 25 вересня того ж року з формуванням уряду Кароя Гусара. Демократія ж впала після входження угорських контрреволюційних військ під командуванням Міклоша Хорті та Іштвана Бетлена в Будапешті 25 листопада 1919 року й оголошення про реставрацію монархії з передачею питання про остаточне затвердження державного ладу вільнообраним Національним зборам.
Революція айстр дала Угорщині перший досвід демократичного самоврядування, акт якого саботувався політичною кон'юнктурою. Лише через 80 років після падіння Народної республіки країна повернулася до парламентської демократії.
Доля лідерів революції склалася по-різному: безліч міністрів постраждало в ході червоного і білого терору в 1919—1920 рр. А лідер революції, граф Карої, помер в еміграції у Франції після Другої світової війни, не зумівши домовитися зі комуністичним режимом.